# 詹尼·莫斯孔
詹尼·莫斯孔（義大利語：Gianni Moscon，1994年4月20日—），意大利男子自行车运动员，2016年挪威北极自行车赛总冠军得主、2017年世界公路自行车锦标赛男子团体计时赛铜牌得主、2018年环广西自行车赛总冠军得主。